# Perreo

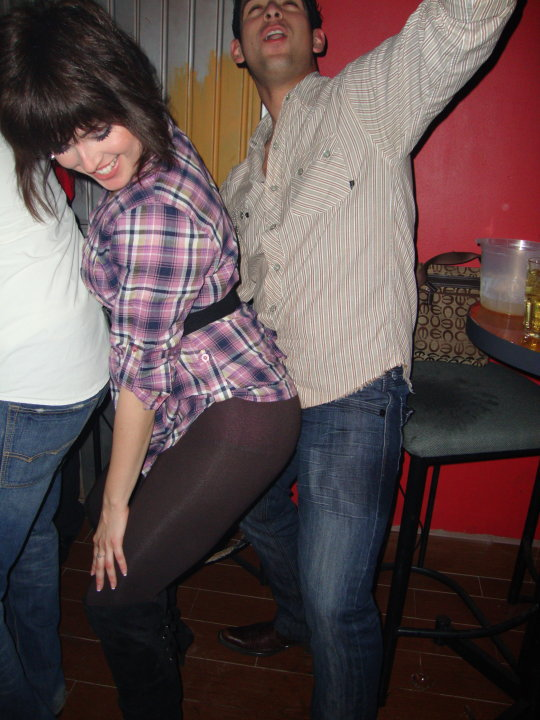
Perreo-Tänzerpaar

Perreo [pe'reo] ist ein Modetanz, der meist paarweise auf die Musikrichtung Reggaeton getanzt wird.
Perreo und Reggaeton sind so eng verbunden, dass die Bezeichnungen oft synonym verwendet werden. In den USA wird die Tanzform auch grinding oder booty dancing, synonym auch bumping, freak dancing oder houseing, genannt; in der Regel kann grinding jedoch auf alle Arten von Musik getanzt werden, während Perreo untrennbar mit Reggaeton verbunden ist.
Beispielbilder und Videos von Tanzszenen finden sich unter einigen der Weblinks.

## Wortherkunft
Der Tanz wird „Perreo“ (puerto-ricanischer Slang für „Hund“, von spanisch perro) genannt, weil er als Imitation des Geschlechtsverkehrs in der Hündchenstellung angesehen wird. Der Name soll 1995 entstanden sein, jedoch führen verschiedene Quellen verschiedene Entstehungsgeschichten und -zeiten an.
Der Tanz wird so häufig als „Sex mit Kleidern“ charakterisiert, dass man von einer stehenden Metapher sprechen kann.

### Verwandte Begriffe
Im spanischsprachigen Umfeld ist auch das zugehörige Verb perrear in Gebrauch, eine Wortneuschöpfung, die am ehesten mit „Perreo tanzen“ zu übersetzen ist. Ein Perreo-Tänzer wird perro („Hund“) genannt, eine Perreo-Tänzerin meist gata („Katze“), seltener auch perra („Hündin“, vulgär aber auch „Nutte“). Die Namensgebung ist Quelle zahlreicher Wortspiele, zum Beispiel el perro entre las gatas (wörtlich „der Hund unter den Katzen“, sinngemäß „der Hahn im Korb sein“). Im Rotlichtmilieu werden Perreo-Stripperinnen gata sandunguera („anmutige Katze“) genannt.

### Englischsprachige Bezeichnungen
Der Name grinding (englisch „mahlen“) rührt daher, dass die Tanzpartner ihre Unterkörper in einer „mahlenden“ Bewegung aneinanderreiben. Booty dancing (etwa „mit dem Hintern tanzen“) geht zurück auf den afroamerikanischen Slangausdruck booty („Hintern“, „Sex“ u. ä.). Bumping („Anstoßen“), freak dancing („ausgeflipptes Tanzen“) und houseing (nach der Musikrichtung House) sind seltener anzutreffen.

## Entstehungsgeschichte
Der Perreo entstand vermutlich in den späten 90er Jahren auf Puerto Rico; Details der Entstehungsgeschichte sind nicht bekannt. Vermutlich übernahmen puerto-ricanische Jugendliche den sexuell orientierten grinding-Tanzstil der US-amerikanischen Hip-Hop-Bewegung und verbanden ihn mit dem Reggaeton.
Von Puerto Rico aus verbreitete sich der Perreo schnell in die Dominikanische Republik und über Touristen in die USA. Weltweite Popularität erreichten Tanz und Musik etwa 2003.
Der Tanz ist momentan hauptsächlich verbreitet in Lateinamerika, insbesondere in den Urlaubshochburgen Puerto Rico, Dominikanische Republik und Kuba, sowie in Spanien und in den Gebieten der USA, in denen auch Hip Hop und/oder Salsa verbreitet sind: Los Angeles, New York City und Miami.

## Technik
Perreo ist ein Straßentanz und besitzt keine festgelegte Technik oder choreografierte Figuren, obwohl es einige Versuche systematischer Ordnungen gibt. Dennoch gibt es ungeschriebene Richtlinien, wie Perreo auszusehen hat.
Technisch entspricht der Perreo dem Tanzstil der Hip-Hop-Musikvideos: Leichtes Beugen der Knie auf betonten Taktschlägen, die Tänzer wirken lässig und machen typische Gesten, die Tänzerinnen provozieren durch starke Hüftbewegungen. Dazu kommen Techniken, die lateinamerikanischen Tänzen wie Merengue und Salsa entlehnt sind, wie etwa Hüftbewegungen und das gemeinsame In-die-Knie-gehen-und-wieder-Aufrichten.
Darüber hinaus bestimmt die Nachstellung verschiedener Sexstellungen das Bild des Perreo: Der Herr schmiegt sich in Anlehnung an die Löffelchenstellung von hinten an die Dame, die Dame steht gebückt vor dem Herrn und lässt sich nach Vorbild der Hündchenstellung von ihm „begatten“, beide stehen sich gegenüber und umklammern den Oberschenkel des Partners mit den eigenen Oberschenkeln, der Herr liegt auf dem Boden und die Dame lässt – in Manier der Reiterstellung auf seinem Becken sitzend – die Hüfte kreisen; dem Perreo sind nur durch Freizügigkeit und Gelenkigkeit der Tanzpartner Grenzen gesetzt.
Auf Partys oder in Diskotheken kommt es manchmal auch vor, dass sich eine Gruppe mehrerer Personen in einer Reihe formt, die Geschlechter meist  abwechselnd (z. B. Frau-Mann-Frau). Das wird dann als Sandwich (emparedado) bezeichnet.

## Protest und Provokation
Im Gegensatz zu anderen Formen des Gesellschaftstanzes sind beim Perreo Berührungen der Geschlechtsteile nicht nur erlaubt, sondern teilweise ausdrücklich erwünscht. Damit bricht der Perreo mit einem Tabu, das bislang sogar die eigentlich wenig prüde westliche Welt nicht angerührt hat.
Die puerto-ricanische Gesellschaft reagierte auf den Perreo zunächst empört, zeitweilige Verbote seitens der Regierung waren die Folge. Inzwischen scheinen jedoch die finanziellen Vorteile, die die weltweit erfolgreiche Musikrichtung der Insel beschert, die Gemüter besänftigt zu haben.
Anders sieht es in den USA aus. Im Jahr 2000 sorgte in Atlanta (Georgia, USA) ein Urteil des Superior-Court-Richters Paschal English für Aufsehen: Der Jugendclub „Market“ wurde dauerhaft geschlossen, die Betreiber Cliff Levingston und Taylor Williams wegen Begehen einer Straftat und eines Vergehens zu Haft verurteilt. Auslöser waren Tanzveranstaltungen, auf denen Minderjährige – teilweise Kinder im Alter von 10 Jahren – booty dancing praktizierten. In verschiedenen Schulen wurden Tanzveranstaltungen abgebrochen oder untersagt, weil Jugendliche grinding tanzten. Und obwohl sexuell anzügliche Tanzformen wie booty dancing nach US-amerikanischer Rechtsprechung weder als Aufforderung noch als Zustimmung zum Geschlechtsverkehr anzusehen sind, „könnten sie jedoch Vorurteile, insbesondere hinsichtlich Promiskuität, begünstigen“ und so die Glaubwürdigkeit von Zeugen vor Geschworenengerichten untergraben.
Vergleichbare Reaktionen blieben in Deutschland bislang aus.